# HD 158259
Désignations
HD 158259 est un système planétaire de la constellation du Dragon. Il est constitué d'une étoile similaire au Soleil et d'au moins quatre, sans doute six planètes proches d'une résonance orbitale 3:2.

## Étoile
L'objet primaire du système, HD 158259 a, est une étoile de la constellation du Dragon, à la limite de la détection à l'œil nu (magnitude 6,4),.
Entre 2011 et 2019 cette étoile a fait l'objet de 290 mesures de la vitesse radiale par le spectrographe SOPHIE, dont les résultats ont été complétés par des mesures photométriques du télescope spatial TESS.

## Planètes
La combinaison des observations de SOPHIE et de TESS indiquent six signaux périodiques, de périodes 2,17, 3,4, 5,2, 7,9, 12 et 17,4 jours. Ces périodes sont dans les rapports nominaux 1,57, 1,53, 1,52, 1,52 et 1,45, proches de 1,5 mais significativement différents : les planètes du système semblent avoir formé, en fonction de leur distance à l'étoile, une suite de résonances orbitales 3:2 (leurs périodes orbitales formant alors une suite géométrique de raison 3/2),.
Le signal à 2,17 d est le moins certain des six, mais il apparaît nettement dans les données de TESS sous la forme d'une baisse de luminosité de l'étoile, interprétée comme due au transit d'une planète devant l'étoile. Il serait dû à une planète de rayon environ 1,2 rayon terrestre. Un faible signal lui correspond dans les données de SOPHIE, qui indiquerait une planète d'environ 2 masses terrestres. Il s'agirait donc d'une super-Terre.
Les signaux observés par SOPHIE à 3,4, 5,2, 7,9 et 12 jours sont considérés comme certains. Ils indiquent quatre planètes d'une masse minimale d'environ 6 masses terrestres. Il s'agit donc de quatre mini-Neptunes, désignées HD 158259 b, c, d et e.
Le signal observé par SOPHIE à 17,4 d a une signification statistique un peu plus faible et, surtout, il est à une période proche de celle qu'on attend pour la période de rotation de l'étoile. Il s'agit probablement d'une planète, également d'une masse minimale d'environ 6 masses terrestres, ce qui en ferait un cinquième mini-Neptune. Elle n'est cependant classée pour l'instant que comme planète « candidate ».
Le système planétaire HD 158259 est particulièrement compact : la planète la plus éloignée de son étoile en est trois fois plus proche que Mercure ne l’est du Soleil.
Les planètes sont proches de la résonance 3:2, mais pas exactement à l'intérieur de celle-ci : elles ont sans doute été piégées en résonance dans le passé, puis en sont sorties. Les valeurs des écarts à 3/2 des rapports de période sont riches en information. À l'aide de modèles des effets de marée, elles devraient permettre, dans une étude ultérieure, d'obtenir des contraintes sur la structure interne des planètes.